# Dezső Czigány
Dans le nom hongrois Czigány Dezső, le nom de famille précède le prénom, mais cet article utilise l’ordre habituel en français Dezső Czigány, où le prénom précède le nom.
Dezső Czigány, né Dezső Wimmer le 1er juin 1883 à Budapest et mort le 31 décembre 1937 dans la même ville, est un peintre hongrois. Au début du XXe siècle, faisant connaissance avec les tendances stylistiques modernes, il crée son propre style avec des portraits, nus et natures mortes harmonisés en couleurs sombres, dans une présentation rigide soulignant la forme.

## Biographie
Il étudie auprès de Simon Hollósy à Budapest, puis à Munich et à la colonie de peintres de Nagybánya. En 1905, il fréquente à l'Académie Julian de Paris le peintre historique Jean-Paul Laurens. Il expose pour la première fois en 1906 au Salon des indépendants. Il n'est pas influencé par la peinture académique et historique, mais plutôt par l'art de Cézanne, Gauguin, Matisse et Vallotton. Dans la deuxième moitié de la décennie, il attire l'attention avec ses portraits dans le style des fauves hongrois. La critique de l'époque accueille avec des protestations véhémentes son autoportrait avec des cheveux verts qui figure en 1909 à la première exposition des Huit, intitulée « Nouveaux tableaux » (Új képek).
À partir de 1910, sa peinture est de plus en plus influencée par Cézanne. Il expose en 1911 avec les peintres de Nagybánya et les Huit. À la création de la colonie d'artistes de Kecskemét, il privilégie Kecskemét à Nagybánya, en tant que peintre moderne.
Il est l'ami du poète Endre Ady, qu'il peint à plusieurs reprises. Il est également connu pour sa série d'autoportraits, où il se représente en cardinal, en ouvrier, en moine, etc.
Après la Première Guerre mondiale, il vit en France, puis rentrant en Hongrie il organise en 1927 rue Váci à Budapest, dans l'atelier du photographe Aladár Székely, une exposition rassemblant ses paysages du Midi de la France.
Devenu dépressif et sujet à des accès psychotiques, il se suicide en 1937 après avoir assassiné toute sa famille.

## Galerie

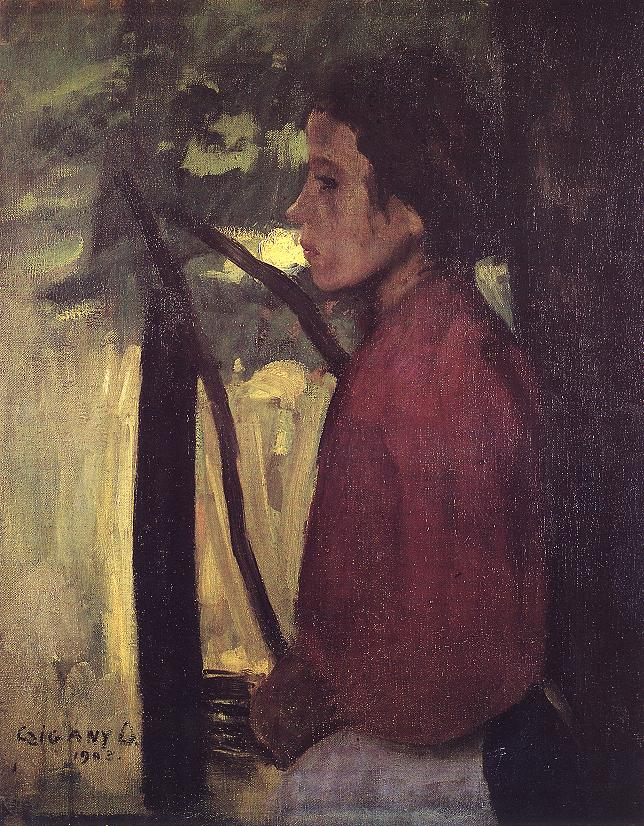
Portrait de jeune fille (La songeuse) (Leányarckép (Merengő)), 1903
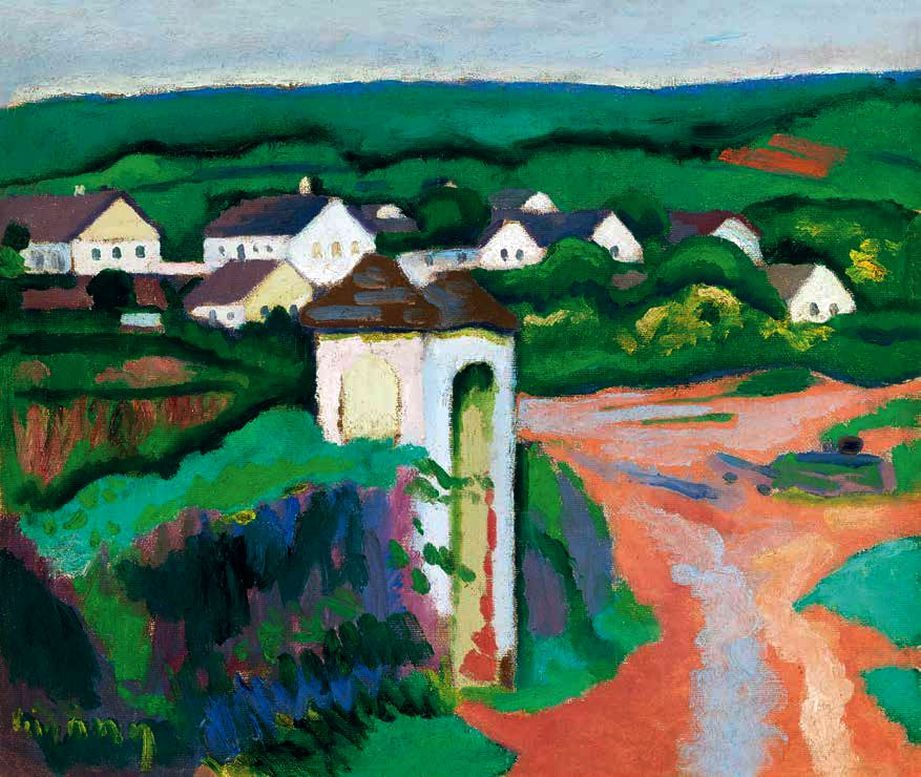
Paysage (Tájkép), 1906-1908
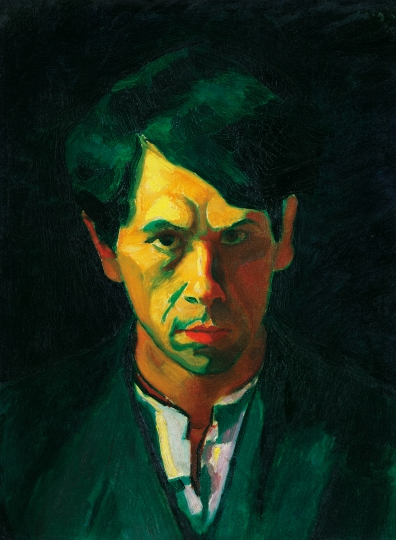
Autoportrait, 1909
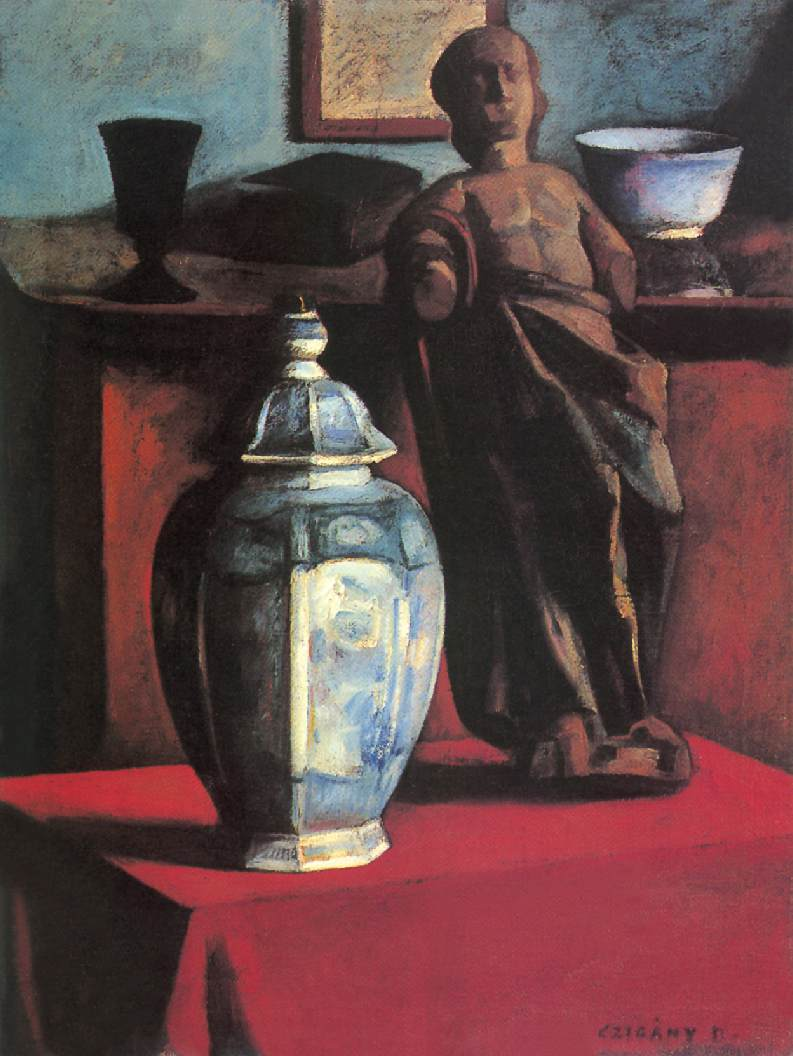
Nature morte à l'atelier (Műtermi csendélet), 1910, musée Janus Pannonius, Pécs
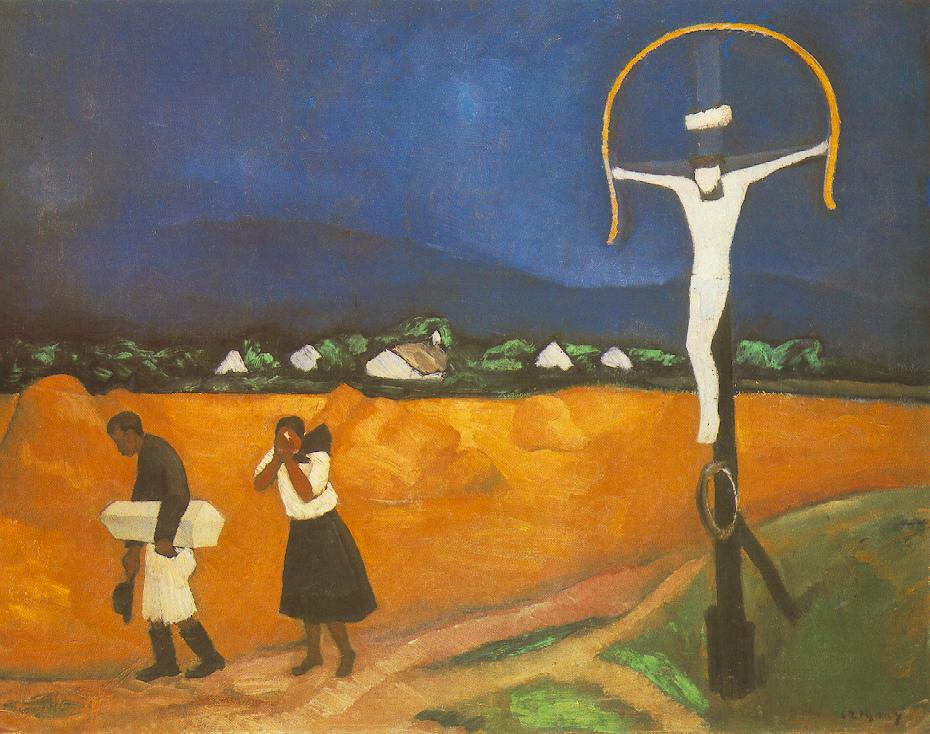
Enterrement d'enfant (Gyermektemetés), 1910, Galerie nationale hongroise
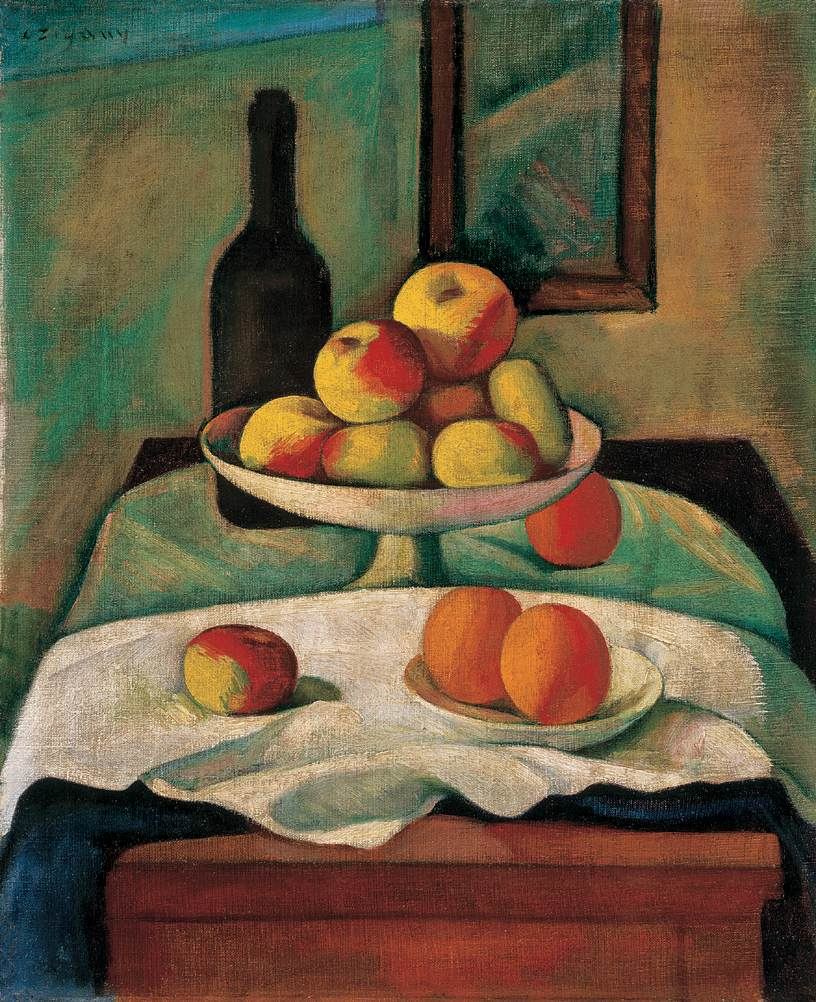
Nature morte avec pommes et oranges (Csendélet almákkal és narancsokkal), vers 1910 ou vers 1930
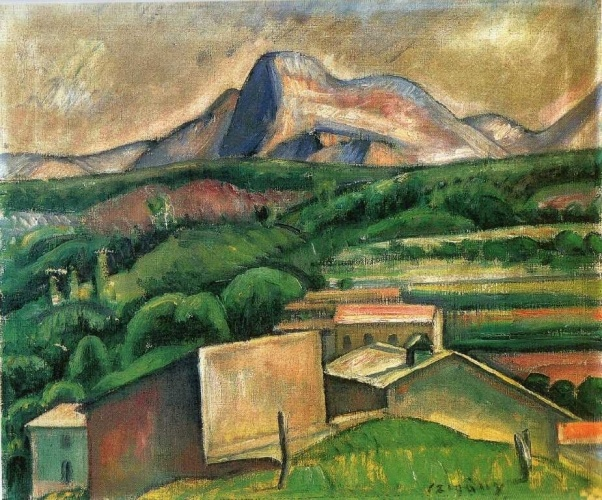
Paysage provençal (Provence-i táj), 1926-1927